# Инженер-вице-адмирал
Инженер-вице-адмирал (после 1971 года вице-адмирал-инженер) — одно из званий высшего командного состава инженерно-корабельной службы Военно-морских сил СССР.
Выше инженер-контр-адмирала и ниже инженер-адмирала. Соответствует званиям генерал-лейтенант и корпусной комиссар, комиссар государственной безопасности 3-го ранга; аналог воинского звания вице-адмирал в советском, российском и иностранных военно-морских флотах.